# ابله تمام‌عیار
ابله تمام‌عیار (اسپانیایی: La tonta del bote‎) یک فیلم کمدی اسپانیایی است که در سال ۱۹۳۹ منتشر شد. این فیلم در سال ۱۹۷۰ بازسازی شد.

## بازیگران
- رافائل دوران
- کامینو گاریگو
- آنخل آلگواسیل
- کارمن لوپس لاگار
- آمپارو مارتی